# Zurgena
Zurgena là một đô thị thuộc tỉnh Almería, ở cộng đồng tự trị Andalusia, Tây Ban Nha. Đô thị này có diện tích 72 km², dân số năm 2006 là 2.461 người.

## Biến động dân số
| 2000  | 2001  | 2002  | 2003  | 2004  | 2005  | 2006  |
| ----- | ----- | ----- | ----- | ----- | ----- | ----- |
| 2.079 | 2.099 | 2.140 | 2.184 | 2.253 | 2.288 | 2.461 |

Source: INE (Tây Ban Nha)